# Fallscheibenschießen

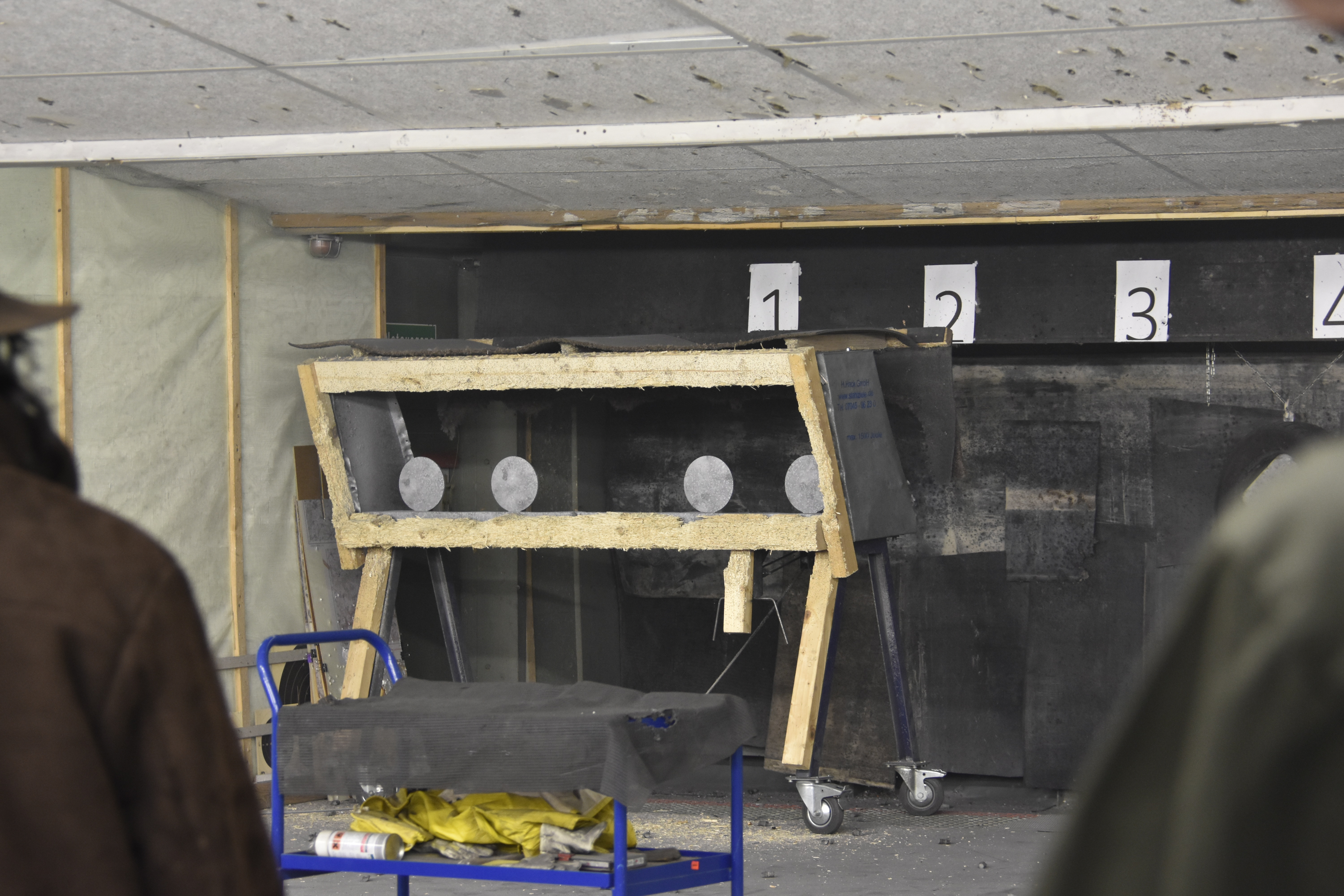
Fallscheibenanlage vor Kugelfang, vier Platten stehen noch, mittlere liegt bereits

Das Fallscheibenschießen ist eine Schießsportdisziplin des Bundes Deutscher Sportschützen (BDS) bei der unter Zeitdruck auf Stahlplatten geschossen wird, die bei einem Treffer umfallen. Die Disziplin wird für Kurzwaffen und Langwaffen (Büchse und Flinte) angeboten.

## Ablauf
Es wird auf eine Entfernung von 25 Meter (Kurz- und Langwaffen) bzw. 15 Meter (Flinte) geschossen. Der Schütze hat jeweils eine Anlage vor sich, in der fünf runde Stahlplatten aufgestellt sind. Wenn diese getroffen werden, fallen sie um und verschwinden aus dem Sichtfeld des Schützen. Flinten werden mit Schrot geschossen. Der elektronische Timer misst die Zeit vom akustischen Startsignal bis zur letzten Schussabgabe. Je nach eingesetzter Waffe darf eine unterschiedliche Anzahl an Schüssen pro Durchgang abgegeben werden. Der Durchgang ist beendet, sobald alle fünf Platten umgeworfen wurden oder die maximale Anzahl an Schüssen abgegeben wurde. Stehengebliebene Platten zählen als Fehler und geben Strafzeit.
Vor Beginn der Wertungsserie dürfen innerhalb von drei Minuten beliebig viele Probeschüsse abgegeben werden. Hierfür steht eine Papierscheibe zur Verfügung, und die fünf Fallscheiben dürfen einmal umgeschossen werden.

### Kurz- und Langwaffen
Es werden sechs Durchgänge auf 25 Meter Entfernung geschossen.
Die Anzahl der pro Durchgang maximal abzugebenden Schüssen ist abhängig von der verwendeten Waffe:
- Pistole: 16 Schuss (maximal 8 Schuss pro Magazin)
- Revolver: 12 Schuss (maximal 6 Schuss pro Trommelladung)
- Langwaffe: 8 Schuss

### Flinte
Es werden vier Durchgänge auf 15 Meter Entfernung geschossen.
In jedem Durchgang dürfen maximal sechs Schuss abgegeben werden.

## Wertung
Das Gesamtergebnis ist die Gesamtschießzeit, die sich aus der Summe der gemessenen Durchgangszeiten sowie zehn Strafsekunden für jede stehengebliebene Fallscheibe zusammensetzt.
Alle Altersklassen und die meisten Geräteklassen können beim Fallscheibenschießen antreten. Langwaffen sind jedoch auf Kurzwaffenpatronen beschränkt.
Die jeweils gültigen Altersklassen und die angebotenen Geräteklassen können dem aktuellen genehmigten Sporthandbuch entnommen werden, das auf der Internetseite des BDS sowie des Bundesverwaltungsamtes veröffentlicht ist.

## Meisterschaften
Fallscheibenschießen wird deutschlandweit auf Vereinsebene geschossen. Es finden Vereins-, Bezirks-, Landes- und Deutsche Meisterschaften statt. Der Zugang zu höheren Meisterschaften ist in der Regel durch Qualifikation auf der niedrigeren Ebene abhängig.